# Xiao He
Xiao He (chinois simplifié : 萧何 ; chinois traditionnel : 蕭何 ; pinyin : Xiāo Hé)  (mort en 193 av. J.-C.) était un homme d'État chinois de la dynastie des Han occidentaux. Il a servi Liu Bang, le fondateur de la dynastie, lors de l'insurrection contre la dynastie Qin, et a combattu du côté de Liu dans la lutte contre Xiang Yu. Après la fondation de la dynastie Han, Xiao est devenu le chancelier et a exercé ses fonctions jusqu'à sa mort. Pour ses contributions, il est également connu comme l'un des « Trois Héros » du début de la dynastie Han (漢初三傑), avec Han Xin et Zhang Liang. 
Le Palais Weiyang fut construit sous sa direction.

## Biographie
Il a servi sous le fondateur de la dynastie, Liu Bang, et a joué un rôle dans sa rébellion contre la dynastie Qin et s'est battu contre Liu contre Xiang Yu. Après la création de la dynastie des Han, il devint chancelier de l'empire et occupa plusieurs fonctions clés jusqu'à sa mort. Pour son travail, il est connu comme l'un des premiers de ces « Trois Héros » (三傑), ainsi que Han Xin et Zhang Liang .
Le Palais Weiyang, le plus grand palais jamais construit dans le monde, situé près de la ville de Chang'an a été construit sur l'ordre de l'empereur.
En tant que fonctionnaire particulièrement méritant, il a été inhumé dans le complexe du mausolée de l'empereur Qin, à Changling.